# قرة داغلو
قرة داغلو هي قرية في مقاطعة بارس أباد، إيران. عدد سكان هذه القرية هو 949 في سنة 2006.